# USS Barbero (SS-317)
«Барберо» (англ. USS Barbero (SS-317)) – підводний човен військово-морських сил США типу «Балао», споруджений під час Другої Світової війни.
Човен спорудила компанія General Dynamics Electric Boat на верфі у Ґротоні, штат Коннектикут. Після проходження випробувань поблизу Ньюпорту (Род-Айленд) та Кі-Вест (Флорида) човен 22 червня 1944-го вирушив до місця служби та 15 липня прибув до Перл-Гарбору, де увійшов до складу Тихоокеанського флоту.

## Походи
Всього човен здійснив два бойові походи.

### 1-й похід
9 серпня 1944-го «Барберо» вийшов із бази, 13 серпня зайшов для бункерування на атол Мідвей, після чого попрямував в район східного виходу з протоки Сан-Бернардино (через неї можна вийти із внутрішніх морів Філіппін між островами Лусон та Самар). Його головним завданням було перехоплення японських кораблів, котрі могли б спробувати вийти у Філіппінське море для протидії запланованій операції по оволодінню архіпелагом Палау. Втім, японці ніяк не відреагували на вторгнення, а єдина за весь час патрулювання атака «Барберо» на патрульний корабель завершилась безрезультатно. Під кінець походу, 23 та 24 вересня, човен обстріляв із 127-мм гармати радіолокаційну станцію на невеликому острові Батаг, котрий лежить біля північного узбережжя Самару. У підсумку «Барберо» 4 жовтня прибув до Фрімантлу на західному узбережжі Австралії.

### 2-й похід
26 жовтня у складі «вовчої зграї», до якої також входили підводні човни Haddo та Redfin, «Барберо» відбув для бойових дій у Південно-Китайському морі. 29 жовтня він зупинився для бункерування у затоці Ексмут, після чого в ніч на 1 листопада пройшов через протоку Ломбок (веде з Індійського океану до внутрішніх морів Індонезії). Тут човен потрапив під обстріл берегових батарей та патрульних кораблів, котрим, втім, не вдалось завдати йому якихось ушкоджень. Невдовзі «Барберо» у Макассарській протоці (за півтори сотні кілометрів на північний захід від порту Макасар) потопив вантажний корабель. А 8 листопада, перебуваючи вже у Південно-Китайському морі, «зграя» за чотириста кілометрів на захід від Маніли зустріла невеликий конвой із двох танкерів, один з яких потопив «Барберо», а другий – Redfin. Зайшовши на три дні для поповнення запасів торпед та незначних ремонтних робіт на острів Міос-Военді (поряд з островом Біак, в районі затоки Чендравасіх на заході Нової Гвінеї), Barbero повернувся до Південно-Китайського моря. Тут в кінці грудня поблизу північного узбережжя острова Борнео (за сто тридцять кілометрів від Сараваку), човен потопив мисливець за підводними човнами Ch-30. Наступного дня вже біля західного узбережжя острова Barbero знищив вантажне судно зі складу конвою.
27 грудня 1944-го під час проходження протоки Ломбок на перископній глибині човен зазнав пошкоджень від скинутої на нього авіабомби. Двигуни одного борту вийшли з ладу, так що після прибуття до Фрімантлу «Барберо» відправили на ремонт. Лише 7 березня 1945-го він зміг досягти розташованої на атлантичному узбережжі США верфі Portsmouth Navy Yard (Кіттері, штат Мен). Після завершення ремонту човен прибув до Перл-Гарбору 15 серпня 1945-го, на наступний день після капітуляції Японії.

## Післявоєнна доля
Навесні 1946-го човен «Барберо» вивели в резерв. За два роки його переобладнали у вантажний підводний човен та відправили на Тихоокеанський флот. Тут «Барберо» використовували до літа 1950-го, після чого знову зарахували до резерву.
В 1955-му «Барберо» пройшов другу модернізацію, на цей раз у носія крилатих ракет з ядерним боєзарядом Regulus I. На палубі розмістили ангар для двох ракет та пускову установку. У 1956-му «Барберо» перевели до Атлантичного флоту, де він діяв три наступні роки, а з 1959-го по 1963-й рік човен ніс службу на Тихому океані.
7 жовтня 1964-го «Барберо» був використаний як мішень та потоплений біля Перл-Гарбору підводним човном Swordfish.

## Бойовий рахунок
| Дата       | Назва          | Тип                             | Тоннаж | Місце           |
| 02.11.1944 | Курамасан-Мару | вантажне                        | 1995   | 4°30'S 118°20'E |
| 08.11.1944 | Сімоцу Мару    | танкер                          | 2854   | 14°1'N 117°17'E |
| 24.12.1944 | CH-30          | мисливець за підводними човнами |        | 2°45'N 110°53'E |
| 25.12.1944 | Дзюнпо Мару    | вантажне                        | 4277   | 1°10'N 108°20'E |